# Далай-лама V
Нгава́нг Лобса́нг Гьяцо́ (1617—1682) — пятый Далай-лама, известный как «Великий Пятый» (тиб. ལྔ་པ་ཆེན་པོ, Вайли lnga pa chen po), тибетский религиозный и политический деятель. Имеет почётное именование «Его Святейшество». Он впервые объединил в Тибете духовную и светскую власть.

## Биография

### Детство
Будущий Далай-лама родился в местности Чинвар Тагце (округ Таргьей, Центральный Тибет) в 1617 году, 23-го числа 9-го лунного месяца по буддийскому календарю. Семья новорождённого принадлежала к школе ньингма. Из-за острого религиозно-политического конфликта между школами гелуг и карма-кагью поиски и опознание нового Далай-ламы, проходившие в 1619 году, велось в строгом секрете. После успешного окончания поисков его переправили в Нанкарце. После смерти правителя Цанга, кармапинца Пунцог Намгьяла, сведения о нём были наконец обнародованы, и в 1622 году он был перевезён в лхасский монастырь Дрепунг. В 1625 году Панчен-лама IV посвятил его в гецулы и стал его учителем.

### Война с антигелугпинской коалицией

#### Разгром Цохор-Цогто

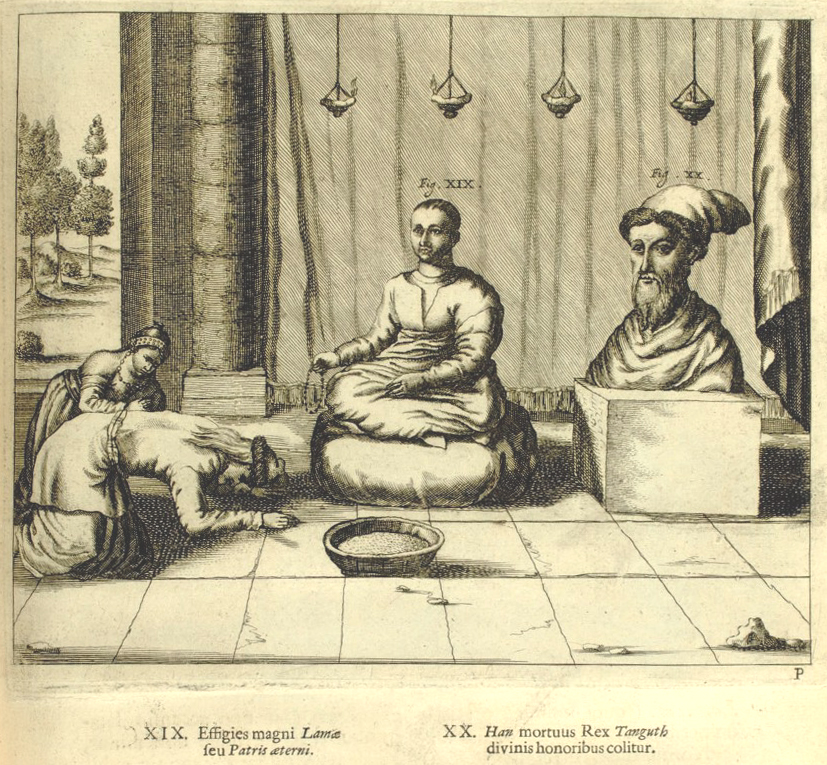
Далай-лама V и бюст Гуши-хана (изображён с бородой). 1661 год. Из книги А. Кирхера «Иллюстрированная история Китая» (1667)

В 1635 году халхаский Цохор-Цогто выслал в Тибет десятитысячный корпус во главе со своим сыном Арсланом, чтобы помочь цзанскому Карма Тенкьонгу окончательно разгромить школу гелуг. Однако ойратский (хошутский) хан Гуши, с которым ранее была достигнута договорённость о защите гелуг, сумел обезвредить войско. Цохор-Цогто, узнав о провале экспедиции, собрался в Тибет самостоятельно. Гуши-хан же в 1637 году напал на ставку Цохор-Цогто на Кукуноре и разгромил его. В следующем году Гуши прибыл с паломничеством в Тибет и лично представился Далай-ламе, после чего произошёл обмен почётными титулами. Далай-лама отказался от предложения посетить Джунгарию, однако в 1639 году вместе с Панчен-ламой IV и настоятелем Гадена отправил туда своего представителя — учившегося в Тибете хошутского Зая-пандиту Намхая Гьяцо.

#### Подчинение западного Кама
Так же, как и Цогто-тайджи, противником школы Гелуг был царь области Бэри в Каме, последователь бонпо Доньод Дордже. Его письмо к дэси Цанга с договором о совместных военных действиях в Центральном Тибете было перехвачено и отослано Гуши-хану. К 1639 году хошуты были готовы вторгнуться в Тибет, чтобы уничтожить правителей Бэри и Цанга. Сам Далай-лама обсудил эту перспективу со своим дэси Сонам Чойпэлом, и последний настоял на том, что школа Гелуг должна использовать шанс покончить со своими давними врагами, имея такого сильного покровителя. В конечном итоге было принято решение уничтожить только бонца-антибуддиста Доньод Дордже, но не дэси Цанга. Гуши-хан вошёл в Кам, и после года войны Доньод Дордже был схвачен, а в 1640 году казнён. Западные области царства Бэри были возвращены в подчинение Центральному Тибету.

#### Разгром Цанга
После победы над Додьод Дордже Далай-лама узнал, что корпус Гуши-хана не возвращается на Кукунор, а идёт в Центральный Тибет, на Цанг. Дэси Сонам Чойпэл открыл ему, что это была его инициатива, и что теперь разворачивать хошоутов слишком поздно. Однако впоследствии, когда Гуши-хан осадил столицу Цанга Шигадзе, и Сонам Чойпэл начал сомневаться в успехе операции, так как рассчитывал на быструю сдачу, уже сам Далай-лама V убедил своего дэси продолжить осаду до победного конца. В результате жестокого штурма в 1642 году Шигадзе был взят, а Карма Тенкьонг Вангпо пленён.

### Далай-лама на тибетском престоле

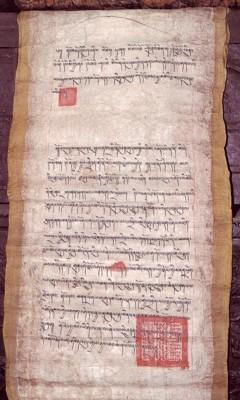
Документ с печатью Далай-ламы V

#### Внутренняя политика
В 1642 году Далай-лама был посажен на престол Шигадзе. Правитель ойратского племени хошутов Гуши-хан объявил, что дарует ему верховную власть над Тибетом, что знаменовало основание новой (после школы Сакья) тибетской теократии. Столицей, а также резиденцией правительства, была объявлена Лхаса, где в 1645 году было начато строительство дворца Потала. После подавления про-кармапинских восстаний на северо-западе страны и в Гьянцзе пленный Карма Тенкьонг был казнён, и оппозиция окончательно потеряла опору.
В 1643 и 1648 годах в ряде районов проведена перепись населения, а некоторые кагьюпинские монастыри реорганизованы в гелугпинские. Монастырь школы Джонанг Тактен-Пхунцоглинг, основанный Таранатхой, был передан в ведение Гелуг.

#### Внешняя политика
Монгольские государства
В 1640 году Далай-лама опознал перерождение Таранатхи в сыне халхаского Тушэту-хана Гомбодоржа, Дзанабадзаре, что дало начало формированию теократии школы гелуг в Монголии. В 1655 году даровал титул хана торгутскому (калмыцкому) тайше Шукур-Дайчину, но тот отказался.
Южная граница
В 1643 году Далай-лама V получил дипломатическое признание со стороны Непала и Сиккима в качестве политического главы тибетского государства. В 1646 году было заключено тибето-бутанское соглашение, по которому дань, ранее уплачиваемая Бутаном Шигадзе, перенаправлялась в Лхасу; однако на следующий год Бутан в ходе краткосрочной войны аннулировал его.
Империя Цин
В 1649—1651 годах третий цинский император Шуньчжи в ряде писем приглашал Далай-ламу в Пекин, надеясь использовать его влияние на монголов. В 1652 году Далай-лама прибыл в Пекин, в специально построенный для него Жёлтый дворец. Шуньчжи пожаловал его титулом «Проникающий, несущий громовой скипетр, подобный океану лама», получив в ответ титул «Небесный бог, Манджушри, Наивысший, Великий владыка». По просьбе императора и делегации монгольских князей Далай-лама выдал письменные инструкции монастырской жизни.
После смерти Шуньчжи новый император Канси обращался к Далай-ламе с просьбой о введении тибетских и монгольских войск в Китай для помощи в подавлении восстания, но Далай-лама отказал ему под предлогом непереносимости китайского климата для тибето-монгольского войска, хотя и выступал посредником для урегулирования пограничных китайско-монгольских конфликтов.

### Смерть
Далай-лама V скончался в Лхасе 25-го числа 7-го лунного месяца. Смерть Далай-ламы скрывалась на протяжении 15 лет его дэси («премьер-министром»), доверенным лицом и, возможно, сыном Сангье Гьяцо ради окончания строительства Поталы, а также для того, чтобы соседи Тибета не воспользовались перерывом в правлении страной. Для исполнения роли Далай-ламы дэси выбрал одного из лхасских монахов.

## Личность Далай-ламы V
С детства Пятый Далай-лама, Лобсанг Гьяцо, был спокойным и серьёзным, а затем проявил себя смелым и решительным. Немногословный, он всегда был убедительным. Будучи гелугпинцем, он поддерживал выдающихся лам других традиций, за что подвергался изрядной критике. Он игнорировал её, поскольку предпочитал быть знакомым с верованиями и учениями соперников, чем оставаться невежественным в их отношении... Он был сострадательным по отношению к подданным и мог быть безжалостным при подавлении восстаний. В своей работе, посвященной вопросам светской и духовной жизни, он замечает, что не нужно сочувствовать человеку, который должен быть казнён за свои преступленияВангчуг Деден Шакабпа